# Jules de Christol
Pour les articles homonymes, voir Christol.
Jules de Christol, né le 15 août 1802 à Montpellier et mort le 25 juin 1861 à Montpellier, est un paléontologue et préhistorien français.

## Formation
À la Faculté des sciences de Montpellier, Jules de Christol est l'élève de Marcel de Serres.

## Carrière
Jules de Christol a été professeur de zoologie à l'Athénée royal de Marseille.

## Travaux
Jules de Christol est l'un des premiers préhistoriens à montrer la coexistence entre l'homme fossile et des animaux disparus. Seul Paul Tournal le précède d'une petite année. Il précède de près de vingt ans les travaux plus connus de Jacques Boucher de Perthes et de Jean-Baptiste Noulet. Bien qu'appuyées par Marcel de Serres, ses découvertes ont du mal a passer dans les milieux conservateurs de l'époque.

## Organismes et associations
Jules de Christol est l'un des membres fondateurs des Annales des sciences du Midi. Il fut secrétaire de la Société d'histoire naturelle de Montpellier.
Il est élu le 14 juillet 1837 correspondant à l'Académie des sciences, belles-lettres et arts de Savoie,.

## Publications
- Note sur les ossemens humains des cavernes du département du Gard, Montpellier, 1828.
- Notice sur les ossements humains fossiles des cavernes du département du Gard. Montpellier, 1829.
- Cavernes à ossemens renfermant des débris humains. Bulletin des sciences naturelles et de géologie, XVIII : 101-102, 1829.
- Comparaison de la population contemporaine des mammifères de deux bassins tertiaires du département de l'Hérault. Ann. Sci. Indust. du Midi de la France (Soc. de Statistique de Marseille), 1 : 215-224, 273-296. 5-6 ; 2 : 15-29, 1832.
- Mémoire sur le moyen hippopotame fossile de Cuvier, replacé au genre des dugongs. Ann. Sci. Indust. du Midi de la France (Soc. de Statistique de Marseille), 2: 161-176, 241-253, 1832
- Recherches sur les caractères des grandes espèces de rhinocéros fossiles. Montpellier, Jean Martel, ainé. Thèse de doctorat, Montpellier, 1834.
- Observations générales sur les brèches osseuses. J. Martel aîné. 1834.
- Mémoire sur le moyen hippoptame fossile de Cuvier, replacé au genre des Dugongs. Annales des sciences naturelles : Zoologie et biologie animale, 257-277. 1834
- Recherches sur divers ossements fossiles attribués par Cuvier à deux phoques, au lamantin, et à deux espèces d'hippopotames, et rapportés au Metaxytherium, nouveau genre de cétacé de la famille des dugongs. L'Institut Ann., 8, Sect. 1, No. 352: 322-323. Sept. 24, 1840.
- Nouvelles recherches sur le Metaxytherium. C.R. Acad. Sci. Paris, 12: 119-120, 1841.
- Mémoire relatif à quelques espèces nouvelles d'Hyènes fossiles découvertes dans la caverne de Lunel-Viel près Montpellier. XIII, 141, avec A. Bravard. 1841